# Frederick William Green
Pour les articles homonymes, voir Green.
Frederick William Green (1869-1949) est un égyptologue anglais qui a conduit des fouilles sur un certain nombre de sites à travers l'Égypte.

## Biographie
Frederick W. Green est né à Londres le 21 mars 1869. Sa carrière professionnelle l'a notamment conduit à explorer le site de Hierakonpolis (l'ancienne Nekhen), où entre autres découvertes, son équipe a trouvé la Palette de Narmer en 1898. 
Il a d'abord étudié au Jesus College de Cambridge, puis est parti étudier les techniques de l'archéologie et de l'égyptologie auprès de l'Allemand Kurt Sethe à Göttingen et à Strasbourg. Il a ensuite participé à l'exploration de sites archéologiques dans et autour de l'Égypte avec William Matthew Flinders Petrie et Somers Clarke. Il a aussi travaillé avec James Edward Quibell à Hierakonpolis en 1897-1898 puis seul en 1899. 
Il a ensuite fouillé le proche site d'Eileithyiaspolis avec S. Clarke et Archibald Sayce, de 1901 à 1902. Il a sondé la topographie et les monuments de Nubie entre 1906 et 1910. Vers la fin de sa carrière, il a dirigé les fouilles à Erment (1929-1930). Il était aussi le gardien honoraire des antiquités au Fitzwilliam Museum de Cambridge, de 1908 à 1949. 
Il est mort à Great Shelford dans le Cambridgeshire le 20 août 1949.